# کوین ایرویز
کوین ایرویز (به انگلیسی: Coyne Airways) یک شرکت هواپیمایی با کد یاتا 7C است که در تاریخ ۱۹۹۴ میلادی تأسیس شده است. دفتر مرکزی کوین ایرویز در لندن، بریتانیا واقع شده‌است و قطب این شرکت هواپیمایی در فرودگاه کلن بن قرار دارد و به ۱۸ مقصد، پرواز مستقیم انجام می‌دهد.

## مقصدهای پروازی
مقصدهای پروازی کوین ایرویز به شرح زیر است:

### افغانستان
- بگرام - میدان هوایی بگرام
- کابل - میدان هوایی بین‌المللی حامد کرزی
- قندهار - میدان هوایی بین‌المللی قندهار

### ارمنستان
- ایروان - فرودگاه بین‌المللی زوارتنوتس

### جمهوری آذربایجان
- باکو - فرودگاه بین‌المللی حیدر علی‌اف

### گرجستان
- تفلیس - فرودگاه بین‌المللی تفلیس پایگاه عملیاتی

### عراق
- بغداد - فرودگاه بین‌المللی بغداد
- بلد، عراق - پایگاه شکاری بلد
- اربیل - فرودگاه بین‌المللی اربیل

### قزاقستان
- آق‌تاو - فرودگاه آقتائو
- آتیرائو، قزاقستان - فرودگاه آتیرائو
- اورال، قزاقستان - فرودگاه اورال آک ژول

### ترکمنستان
- عشق‌آباد - فرودگاه عشق‌آباد
- ترکمن‌باشی - فرودگاه ترکمن‌باشی

### امارات متحده عربی
- دبی - فرودگاه بین‌المللی دوبی پایگاه عملیاتی

### بریتانیا
- لندن - فرودگاه استانستد لندن پایگاه عملیاتی